# Leittechnologien
1. WEITERLEITUNG Leittechnologie